# Liên hoan phim Cannes 2013
Liên hoan phim Cannes lần thứ 66 tổ chức tại Cannes, Pháp, từ ngày 15 tới 26 tháng 5 năm 2013. Steven Spielberg là trưởng ban giám khảo cho phim chính. Đạo diễn người New Zealand Jane Campion là trưởng ban giám khảo cho Cinéfondation và phim ngắn. Nữ diễn viên người Pháp Audrey Tautou là MC cho buổi khai mạc và bế mạc liên hoan phim Cannes.
Liên hoan mở đầu với trình chiếu phim The Great Gatsby, do Baz Luhrmann đạo diễn và phim bế mạc Zulu, do Jérôme Salle đạo diễn. Poster của liên hoan lần này là hình ảnh của cặp diễn viên Paul Newman và vợ ông Joanne Woodward. The Bling Ring, Sofia Coppola đạo diễn, khai mạc cho buổi Un Certain Regard.
Bộ phim La vie d'Adèle của Pháp đã chiến thắng giải Palme d'Or. Với một ngoại lệ chưa từng có, ban giám khảo quyết định "bước tiến đặc biệt" đó là trao giải Palme d'Or thêm cho hai nữ diễn viên chính cùng với đạo diễn của bộ phim.